# 柔道ジュニア日本代表
柔道ジュニア日本代表（じゅうどうじゅにあにほんだいひょう）は、世界ジュニア及び世界カデなどで、全日本柔道連盟によって選出された男女各階級のジュニア（15歳以上21歳未満）及びカデ（15歳以上18歳未満）における日本代表選手のことをいう。

## 世界ジュニア代表

### 男子
| 年   | 63kg以下級           | 70kg以下級          | 80kg以下級          | 93kg以下級           | 93kg超級             |                              |                         |                     |
| ---- | -------------------- | ------------------- | ------------------- | -------------------- | -------------------- | ---------------------------- | ----------------------- | ------------------- |
| 1974 | 不出場               | 秋本勝則 金メダル   | 七条和己 金メダル   | 不出場               | 吉岡剛 金メダル      |                              |                         |                     |
| 1976 | 原口謙一 金メダル    | 西田孝宏 金メダル   | 戸田聡 銀メダル     | 佐藤英彦 銀メダル    | 山下泰裕 金メダル    |                              |                         |                     |
| 年   | 60kg以下級           | 65kg以下級          | 71kg以下級          | 78kg以下級           | 86kg以下級           | 95kg以下級                   | 95kg超級                |                     |
| 1982 | 犬塚光浩             | 朽木淳司            | 鴨川裕美            | 田所勇二             | 玉山晋治             | 羽賀善夫                     | 正木嘉美                |                     |
| 1983 | 板床龍哉 銅メダル    | 坂下誠 金メダル     | 吉鷹幸春 銅メダル   | 田川晋治 金メダル    | 長谷川敦 銅メダル    | 本村龍浩 銀メダル            | 岡田龍司 銀メダル       |                     |
| 1986 | 野口仁士 金メダル    | 大熊政彦 銀メダル   | 古賀稔彦 金メダル   | 岡田弘隆 銅メダル    | 奥林洋樹 5位         | 児玉篤 5位                   | 金野潤 銀メダル         |                     |
| 1990 | 内村直也 銅メダル    | 中村行成 金メダル   | 秀島大介 銅メダル   | 本田勝義 銀メダル    | 中村佳央 銅メダル    | 賀持道明 1回戦敗退           | 岩田桂司 銀メダル       |                     |
| 1992 | 園田隆二 金メダル    | 岩崎卓 銅メダル     | 岩川武久 銀メダル   | 古賀拓也 3回戦敗退   | 田辺勝 金メダル      | 櫻井憲史 3回戦敗退           | 真喜志慶治 銅メダル     |                     |
| 1994 | 野村忠宏 銀メダル    | 松田哲也 5位        | 牧瀬純郎 銅メダル   | 藤田博臣 5位         | 藤原光史 3回戦敗退   | 中野尚信 銅メダル            | 村元辰寛 銅メダル       |                     |
| 1996 | 堤時貞 7位           | 田中亮平 銅メダル   | 三輪智久 7位        | 村田龍一 銀メダル    | 藤田博臣 銅メダル    | 飛塚雅俊 銅メダル            | 村元辰寛 銅メダル       |                     |
| 年   | 60kg以下級           | 66kg以下級          | 73kg以下級          | 81kg以下級           | 90kg以下級           | 100kg以下級                  | 100kg超級               |                     |
| 1998 | 早見孝道 3回戦敗退   | 野中一平 1回戦敗退  | 山本武 2回戦敗退    | 小野卓志 銅メダル    | 矢嵜雄大 金メダル    | 鈴木桂治 金メダル            | 棟田康幸 銀メダル       |                     |
| 2000 | 米富和郎 2回戦敗退   | 篠崎悠 2回戦敗退    | 高松正裕 金メダル   | 鈴木貴士 2回戦敗退   | 泉浩 1回戦敗退       | 本郷匡道 銀メダル            | 高井洋平 銅メダル       |                     |
| 2002 | 浅野大輔 銅メダル    | 鞭馬裕輝 1回戦敗退  | 海老沼聖 銅メダル   | 有留秀宜 2回戦敗退   | 竹澤稔裕 金メダル    | 穴井隆将 金メダル            | 片渕慎弥 銅メダル       |                     |
| 2004 | 平岡拓晃 銅メダル    | 秋本啓之 金メダル   | 大束正彦 銅メダル   | 花本隆司 銀メダル    | 平田郁城 5位         | 石井慧 金メダル              | 桶谷知生 1回戦敗退      |                     |
| 2006 | 鈴木雅典 銀メダル    | 青木勇介 3回戦敗退  | 西岡和志 銀メダル   | 垣田恭兵 銅メダル    | 森田晃弘 3回戦敗退   | 山本宜秀 銅メダル            | 石井竜太 5位            |                     |
| 2008 | 山本浩史 銅メダル    | 海老沼匡 銅メダル   | 中矢力 銅メダル     | 海老泰博 銅メダル    | 吉田優也 3回戦敗退   | 寺島克興 5位                 | 百瀬優 銀メダル         |                     |
| 年   | 55kg以下級           | 60kg以下級          | 66kg以下級          | 73kg以下級           | 81kg以下級           | 90kg以下級                   | 100kg以下級             | 100kg超級           |
| 2009 | 志々目徹 金メダル    | 山本浩史 金メダル   | 森下純平 金メダル   | 西山雄希 金メダル    | 川上智弘 銅メダル    | 西山大希 銅メダル            | 高木海帆 3回戦敗退      | 豊田竜太 5位        |
| 2010 | 藤澤征憲 銀メダル    | 志々目徹 金メダル   | 清水健登 金メダル   | 西山雄希 5位         | 北野裕一 銀メダル    | 丸山剛毅 3回戦敗退           | 羽賀龍之介 金メダル     | 王子谷剛志 金メダル |
| 2010 | 大藤潤也 1回戦敗退   | 西尾享祐 銅メダル   | 橋口祐葵 銅メダル   | 六郷雄平 3回戦敗退   | 豊田純 銅メダル      | 五十嵐涼亮 2回戦敗退         | 高橋良介 5位            | 藤井岳 3回戦敗退    |
| 2011 | 泉谷僚児 3回戦敗退   | 高藤直寿 金メダル   | 竪山将 金メダル     | 大野将平 金メダル    | 丸山剛毅 金メダル    | 長倉友樹 5位                 | 浅沼拓海 銅メダル       | 王子谷剛志 金メダル |
| 2013 | 永山竜樹 5位         | 大島優磨 銅メダル   | 橋口祐葵 金メダル   | 岩渕侑生 1回戦敗退   | 小原拳哉 銀メダル    | 小林悠輔 5位                 | 小川竜昴 銅メダル       | 倉橋功 5位          |
| 2013 | 永山竜樹 5位         | 大島優磨 銅メダル   | 竪山将 銀メダル     | 岩渕侑生 1回戦敗退   | 小原拳哉 銀メダル    | 小林悠輔 5位                 | 小川竜昴 銅メダル       | 佐藤和哉 1回戦敗退  |
| 2014 | 梅北亘 金メダル      | 林浩平 5位          | 阿部一二三 銀メダル | 山本悠司 銀メダル    | 佐藤正大 3回戦敗退   | 向翔一郎 2回戦敗退           | 後藤隆太郎 金メダル     | 小川雄勢 2回戦敗退  |
| 2014 | 梅北亘 金メダル      | 林浩平 5位          | 阿部一二三 銀メダル | 山本悠司 銀メダル    | 佐藤正大 3回戦敗退   | 向翔一郎 2回戦敗退           | ウルフ・アロン 銅メダル | 小川雄勢 2回戦敗退  |
| 2015 | 樋口裕大 1回戦敗退   | 永山竜樹 金メダル   | 浅利昌哉 金メダル   | 山本悠司 1回戦敗退   | 藤原崇太郎 銀メダル  | 向翔一郎 1回戦敗退           | 飯田健太郎 1回戦敗退    | 田中源大 銀メダル   |
| 2015 | 樋口裕大 1回戦敗退   | 藤阪泰恒 2回戦敗退  | 浅利昌哉 金メダル   | 山本悠司 1回戦敗退   | 藤原崇太郎 銀メダル  | 向翔一郎 1回戦敗退           | 飯田健太郎 1回戦敗退    | 小川雄勢 銅メダル   |
| 2017 | 髙野大地 1回戦敗退   | 杉本大虎 金メダル   | 茂木才跡 1回戦敗退  | 石郷岡秀征 2回戦敗退 | 友清光 2回戦敗退     | 田嶋剛希 金メダル            | 山口貴也 銅メダル       | 香川大吾 銅メダル   |
| 2017 | 髙野大地 1回戦敗退   | 古賀玄暉 銅メダル   | 茂木才跡 1回戦敗退  | 石郷岡秀征 2回戦敗退 | 友清光 2回戦敗退     | 長井晃志 銅メダル            | 山口貴也 銅メダル       | 香川大吾 銅メダル   |
| 2018 | 半田颯 銅メダル      | 古賀玄暉 金メダル   | 相田勇司 銅メダル   | 塚本綾 銀メダル      | 笠原大雅 銀メダル    | 村尾三四郎 銀メダル          | 関根聖隆 金メダル       | 斉藤立 2回戦敗退    |
| 2018 | 半田颯 銅メダル      | 小西誠志郎 銀メダル | 相田勇司 銅メダル   | 塚本綾 銀メダル      | 笠原大雅 銀メダル    | 増山香補 銅メダル            | 関根聖隆 金メダル       | 斉藤立 2回戦敗退    |
| 年   | 60kg以下級           | 66kg以下級          | 73kg以下級          | 81kg以下級           | 90kg以下級           | 100kg以下級                  | 100kg超級               |                     |
| 2019 | 末松賢 銅メダル      | 武岡毅 銀メダル     | 塚本綾 2回戦敗退    | 竹市大祐 2回戦敗退   | 増山香補 5位         | 神垣和他 金メダル            | 松村颯祐 金メダル       |                     |
| 2019 | 市川龍之介 3回戦敗退 | 桂嵐斗 3回戦敗退    | 塚本綾 2回戦敗退    | 竹市大祐 2回戦敗退   | 増山香補 5位         | 神垣和他 金メダル            | 松村颯祐 金メダル       |                     |
| 2022 | 中村太樹 金メダル    | 福田大和 2回戦敗退  | 田中龍雅 金メダル   | 竹市大祐 2回戦敗退   | 戸高淳之介 2回戦敗退 | 中野智博 銀メダル            | 中村雄太 金メダル       |                     |
| 2022 | 中村太樹 金メダル    | 福田大和 2回戦敗退  | 田中龍雅 金メダル   | 天野開斗 2回戦敗退   | 戸高淳之介 2回戦敗退 | グリーンカラニ海斗 1回戦敗退 | 中村雄太 金メダル       |                     |
| 2023 | 福田大和 金メダル    | 福田大和 金メダル   | 木原慧登 5位        | 天野開斗 金メダル    | 川端倖明 金メダル    | 新井道大 金メダル            | 藤本偉央 初戦敗退       |                     |
| 2023 | 福田大和 金メダル    | 羽田野啓太 銅メダル | 木原慧登 5位        | 伊澤直乙斗 銅メダル  | 川端倖明 金メダル    | 新井道大 金メダル            | 藤本偉央 初戦敗退       |                     |
| 2024 | 福田大和 金メダル    | 福地駿多朗 金メダル | 木原慧登 金メダル   | 秋田ハル 初戦敗退    | 川端倖明 金メダル    | 三木望夢 銀メダル            | 畠山凱 初戦敗退         |                     |
| 2024 | 福田大和 金メダル    | 顕徳海利 銀メダル   | 竹市裕亮 銀メダル   | 秋田ハル 初戦敗退    | 川端倖明 金メダル    | 三木望夢 銀メダル            | 畠山凱 初戦敗退         |                     |

（出典、）

### 女子
| 年   | 48kg以下級          | 52kg以下級           | 56kg以下級           | 61kg以下級            | 66kg以下級           | 72kg以下級           | 72kg超級            |                     |
| 1990 | 永井和恵 1回戦敗退  | 菅原教子 銀メダル    | 阿武美和 1回戦敗退   | 赤堀和子 5位          | 阿部由記子 銅メダル  | 吉田希 5位           | 浅田ゆかり 5位      |                     |
| 1992 | 長井淳子 銀メダル   | 山口瞳 銀メダル      | 浄法寺しずか 7位     | 木本奈美 5位          | 佐野奈津子 銅メダル  | 吉田早希 金メダル    | 阿武教子 銀メダル   |                     |
| 1994 | 磯崎祐子 5位        | 大石いづみ 5位       | 大塚雅子 銅メダル    | 日下部基栄 5位        | 山口奈緒 5位         | 中村友栄 銀メダル    | 外岡裕子 金メダル   |                     |
| 1996 | 山口静 1回戦敗退    | 中谷美保子 金メダル  | 鍛冶宏美 銅メダル    | 日下部基栄 金メダル   | 一見理沙 銅メダル    | 泉麻生 1回戦敗退     | 森島直美 1回戦敗退  |                     |
| 年   | 48kg以下級          | 52kg以下級           | 57kg以下級           | 63kg以下級            | 70kg以下級           | 78kg以下級           | 78kg超級            |                     |
| 1998 | 倉持亜佐美 銀メダル | 春本美和子 3回戦敗退 | 根﨑裕子 金メダル    | 前田桂子 金メダル     | 古賀幸恵 金メダル    | 松崎みずほ 銀メダル  | 横溝早苗 銅メダル   |                     |
| 2000 | 中島英里子 銅メダル | 佐藤愛子 銅メダル    | 吉成麗子 銀メダル    | 谷本歩実 銀メダル     | 七條芳美 銅メダル    | 長瀬めぐみ 銅メダル  | 塚田真希 金メダル   |                     |
| 2002 | 福見友子 2回戦敗退  | 佐藤愛子 金メダル    | 町田郁子 銀メダル    | 上野順恵 金メダル     | 岡明日香 金メダル    | 鳥谷部真弓 金メダル  | 杉本美香 3回戦敗退  |                     |
| 2004 | 福見友子 金メダル   | 西田優香 金メダル    | 広村麻衣 金メダル    | 平井希 5位            | 渡邉美奈 7位         | 池田ひとみ 金メダル  | 立山真衣 金メダル   |                     |
| 2006 | 伊部尚子 銅メダル   | 川崎萌 金メダル      | 松本薫 5位           | 小澤理奈 銀メダル     | 上野巴恵 金メダル    | 川島巴瑠菜 金メダル  | 田知本愛 1回戦敗退  |                     |
| 2008 | 浅香夕海 銅メダル   | 加賀谷千保 金メダル  | 大友真貴子 3回戦敗退 | 菊川優希 金メダル     | 田知本遥 金メダル    | 佐藤瑠香 銅メダル    | 田知本愛 金メダル   |                     |
| 年   | 44kg以下級          | 48kg以下級           | 52kg以下級           | 57kg以下級            | 63kg以下級           | 70kg以下級           | 78kg以下級          | 78kg超級            |
| 2009 | 蓬田智佳 金メダル   | 遠藤宏美 銀メダル    | 加賀谷千保 銅メダル  | 瓜生愛子 銅メダル     | 山本小百合 金メダル  | 田知本遥 金メダル    | 緒方亜香里 金メダル | 山部佳苗 銅メダル   |
| 2010 | 濵田早萌 金メダル   | 十田美里 金メダル    | 山本杏 金メダル      | 金子瑛美 銅メダル     | 田代未来 金メダル    | 馬場菜津美 銀メダル  | 下田美紗季 銅メダル | 井上愛美 金メダル   |
| 2010 | 深谷実紀 1回戦敗退  | 玉置桃 銀メダル      | 谷本和 3回戦敗退     | 上村凛歩 2回戦敗退    | 安松春香 5位         | 松延祐里 銅メダル    | 濱砂香澄 7位        | 山本恭奈 銅メダル   |
| 2011 | 濵田早萌 金メダル   | 遠藤宏美 金メダル    | 宮川拓美 金メダル    | 山本杏 金メダル       | 太田晴奈 金メダル    | 結城久美子 1回戦敗退 | 梅木真美 金メダル   | 井上愛美 金メダル   |
| 2013 | 山内穂乃花 銅メダル | 山崎珠美 銅メダル    | 志々目愛 7位         | 出口クリスタ 銅メダル | 津金恵 銀メダル      | 新井千鶴 銀メダル    | 吉村静織 金メダル   | 稲森奈見 金メダル   |
| 2013 | 山内穂乃花 銅メダル | 山崎珠美 銅メダル    | 志々目愛 7位         | 芳田司 3回戦敗退      | 津金恵 銀メダル      | 新井千鶴 銀メダル    | 吉村静織 金メダル   | 稲森奈見 金メダル   |
| 2014 | 坂口仁美 金メダル   | 近藤亜美 金メダル    | 内尾真子 銅メダル    | 玉置桃 金メダル       | 嶺井美穂 金メダル    | 池絵梨菜 2回戦敗退   | 高山莉加 2回戦敗退  | 朝比奈沙羅 金メダル |
| 2014 | 坂口仁美 金メダル   | 近藤亜美 金メダル    | 内尾真子 銅メダル    | 出口クリスタ 銀メダル | 鍋倉那美 銀メダル    | 池絵梨菜 2回戦敗退   | 高山莉加 2回戦敗退  | 朝比奈沙羅 金メダル |
| 2015 | 五十嵐莉子 銀メダル | 渡名喜風南 金メダル  | 富沢佳奈 1回戦敗退   | 舟久保遥香 金メダル   | 鍋倉那美 金メダル    | 青柳麗美 銀メダル    | 佐藤杏香 2回戦敗退  | 冨田若春 金メダル   |
| 2015 | 五十嵐莉子 銀メダル | 常見海琴 銅メダル    | 富沢佳奈 1回戦敗退   | 舟久保遥香 金メダル   | 能智亜衣美 1回戦敗退 | 青柳麗美 銀メダル    | 佐藤杏香 2回戦敗退  | 冨田若春 金メダル   |
| 2017 | 久保井仁菜 金メダル | 梅北眞衣 1回戦敗退   | 阿部詩 金メダル      | 舟久保遥香 金メダル   | 荒木穂乃佳 金メダル  | 青柳麗美 5位         | 梅津志悠 金メダル   | 素根輝 金メダル     |
| 2017 | 久保井仁菜 金メダル | 梅北眞衣 1回戦敗退   | 前田千島 銀メダル    | 舟久保遥香 金メダル   | 荒木穂乃佳 金メダル  | 青柳麗美 5位         | 梅津志悠 金メダル   | 児玉ひかる 銀メダル |
| 2018 | 外処茅優 金メダル   | 芳田真 銀メダル      | 武田亮子 金メダル    | 舟久保遥香 金メダル   | 浦明澄 銅メダル      | 新森涼 銀メダル      | 和田梨乃子 金メダル | 児玉ひかる 金メダル |
| 2018 | 外処茅優 金メダル   | 芳田真 銀メダル      | 武田亮子 金メダル    | 富沢佳奈 銅メダル     | 浦明澄 銅メダル      | 朝飛七海 2回戦敗退   | 和田梨乃子 金メダル | 児玉ひかる 金メダル |
| 年   | 48kg以下級          | 52kg以下級           | 57kg以下級           | 63kg以下級            | 70kg以下級           | 78kg以下級           | 78kg超級            |                     |
| 2019 | 古賀若菜 金メダル   | 川田歩実 銅メダル    | 袴田佳名瑚 銀メダル  | 浦明澄 銅メダル       | 朝飛真実 金メダル    | 和田梨乃子 金メダル  | 高橋瑠璃 金メダル   |                     |
| 2019 | 渡邉愛子 5位        | 川田歩実 銅メダル    | 袴田佳名瑚 銀メダル  | 浦明澄 銅メダル       | 朝飛真実 金メダル    | 黒田亜紀 2回戦敗退   | 高橋瑠璃 金メダル   |                     |
| 2022 | 吉岡光 金メダル     | 川田歩実 不戦敗      | 大森朱莉 銀メダル    | 石岡来望 5位          | 桑形萌花 2回戦敗退   | 黒田亜紀 金メダル    | 新井万央 金メダル   |                     |
| 2022 | 吉岡光 金メダル     | 川田歩実 不戦敗      | 江口凛 銅メダル      | 石岡来望 5位          | 桑形萌花 2回戦敗退   | 黒田亜紀 金メダル    | 椋木美希 銅メダル   |                     |
| 2023 | 宮木果乃 金メダル   | 神谷鈴 金メダル      | 本田里來 銀メダル    | 髙木水月 銀メダル     | 本田万結 金メダル    | 平野友萌 2回戦敗退   | 新井万央 金メダル   |                     |
| 2023 | 宮木果乃 金メダル   | 神谷鈴 金メダル      | 本田里來 銀メダル    | 髙木水月 銀メダル     | 本田万結 金メダル    | 中野弥花 初戦敗退    | 椋木美希 銀メダル   |                     |
| 2024 | 吉野紗千代 銀メダル | 大井彩蓮 金メダル    | 本田里來 金メダル    | 森近颯 銅メダル       | 前田凛 5位           | 大多和心 3回戦敗退   | 山口千弘 銅メダル   |                     |
| 2024 | 吉野紗千代 銀メダル | 納庄千寿 銀メダル    | 白金未桜 2回戦敗退   | 森近颯 銅メダル       | 前田凛 5位           | 大多和心 3回戦敗退   | 山口千弘 銅メダル   |                     |

（出典、JudoInside.com）

### 団体戦
| 年   | 男子 | 女子 |
| ---- | --- | --- |
| 2013 | 銅メダル 橋口祐葵 竪山将 岩渕侑生 小原拳哉 小林悠輔 倉橋功 佐藤和哉                                                      | 金メダル 志々目愛 出口クリスタ 津金恵 新井千鶴 稲森奈見                                                                  |
| 2014 | 金メダル 阿部一二三 山本悠司 尾方寿應 佐藤正大 向翔一郎 小川雄勢                                                         | 金メダル 近藤亜美 内尾真子 出口クリスタ 嶺井美穂 鍋倉那美 池絵梨菜 朝比奈沙羅                                            |
| 2015 | 金メダル 浅利昌哉 山本悠司 藤原崇太郎 向翔一郎 田中源大 小川雄勢                                                         | 金メダル 富沢佳奈 舟久保遥香 鍋倉那美 能智亜衣美 青柳麗美 冨田若春                                                       |
| 年   | 男女混合 | 男女混合 |
| 2017 | 金メダル 梅北眞衣 杉本大虎 古賀玄暉 舟久保遥香 阿部詩 茂木才跡 石郷岡秀征 荒木穂乃佳 田嶋剛希 長井晃志 素根輝 児玉ひかる | 金メダル 梅北眞衣 杉本大虎 古賀玄暉 舟久保遥香 阿部詩 茂木才跡 石郷岡秀征 荒木穂乃佳 田嶋剛希 長井晃志 素根輝 児玉ひかる |
| 2018 | 金メダル 芳田真 古賀玄暉 小西誠志郎 舟久保遥香 富沢佳奈 塚本綾 新森涼 村尾三四郎 増山香補 児玉ひかる 斉藤立              | 金メダル 芳田真 古賀玄暉 小西誠志郎 舟久保遥香 富沢佳奈 塚本綾 新森涼 村尾三四郎 増山香補 児玉ひかる 斉藤立              |
| 2019 | 金メダル 川田歩実 塚本綾 朝飛真実 増山香補 高橋瑠璃 松村颯祐                                                             | 金メダル 川田歩実 塚本綾 朝飛真実 増山香補 高橋瑠璃 松村颯祐                                                             |
| 2022 | 金メダル 川田歩実 大森朱莉 福田大和 田中龍雅 石岡来望 桑形萌花 天野開斗 新井万央 椋木美希 中野智博 中村雄太              | 金メダル 川田歩実 大森朱莉 福田大和 田中龍雅 石岡来望 桑形萌花 天野開斗 新井万央 椋木美希 中野智博 中村雄太              |
| 2023 | 金メダル 本田里來 羽田野啓太 木原慧登 本田万結 川端倖明 新井万央 椋木美希 新井道大 藤本偉央                              | 金メダル 本田里來 羽田野啓太 木原慧登 本田万結 川端倖明 新井万央 椋木美希 新井道大 藤本偉央                              |
| 2024 | 金メダル 本田里來 白金未桜 顕徳海利 木原慧登 前田凛 川端倖明 山口千弘 三木望夢 畠山凱                                    | 金メダル 本田里來 白金未桜 顕徳海利 木原慧登 前田凛 川端倖明 山口千弘 三木望夢 畠山凱                                    |

（出典、JudoInside.com）

## 世界カデ代表

### 男子
| 年     | 50kg以下級         | 55kg以下級         | 60kg以下級          | 66kg以下級           | 73kg以下級           | 81kg以下級          | 90kg以下級          | 90kg超級          |
| ------ | ------------------ | ------------------ | ------------------- | -------------------- | -------------------- | ------------------- | ------------------- | ----------------- |
| 2009   | 泉谷僚児 1回戦敗退 | 藤澤征憲 金メダル  | 高藤直寿 金メダル   | 丸山城士郎 2回戦敗退 | 松原悠 2回戦敗退     | 富沢裕一 3回戦敗退  | 五十嵐涼亮 金メダル | 遠藤翼 銅メダル   |
| 2011   | 永山竜樹 金メダル  | 平鍋達裕 5位       | 大島優磨 金メダル   | 磯田範仁 銀メダル    | 尾方寿應 2回戦敗退   | 野々内悠真 銅メダル | 江畑丈夫 銅メダル   | 田崎健祐 金メダル |
| 2013   | 梅北亘 5位         | 宮川大輔 2回戦敗退 | 大島拓海 金メダル   | 阿部一二三 銀メダル  | 立川新 2回戦敗退     | 釘丸将太 3回戦敗退  | 白川剛章 銅メダル   | 太田彪雅 金メダル |
| 年     | 55kg以下級         | 60kg以下級         | 66kg以下級          | 73kg以下級           | 81kg以下級           | 90kg以下級          | 90kg超級            |                   |
| 2015   | 内田海翔 2回戦敗退 | 古賀玄暉 金メダル  | 石郷岡秀征 銅メダル | 渡辺神威 3回戦敗退   | 笹谷健 1回戦敗退     | 岩城啓祐 5位        | 東部直希 2回戦敗退  |                   |
| 2017   | 鷲見仁義 銅メダル  | 近藤隼斗 銅メダル  | 桂嵐斗 金メダル     | 中橋大貴 銀メダル    | 坂東虎之助 1回戦敗退 | 森健心 銀メダル     | 大石由 2回戦敗退    |                   |
| 2019   | 佐藤優磨 銀メダル  | 辻岡慶次 金メダル  | 福田大和 5位        | 小田桐美生 2回戦敗退 | 大竹龍之助 金メダル  | 戸髙淳之介 銅メダル | 菅原光輝 銅メダル   |                   |
| 年     | 60kg以下級         | 73kg以下級         | 90kg超級            |                      |                      |                     |                     |                   |
| 2022   | 松永烈 3回戦敗退   | 木原慧登 金メダル  | 新井道大 銅メダル   |                      |                      |                     |                     |                   |
| 年     | 60kg以下級         | 73kg以下級         | 81kg以下級          | 90kg超級             |                      |                     |                     |                   |
| 2023   | 山本風来 2回戦敗退 | 荒川琉正 7位       | 中田涼太 1回戦敗退  | 三木望夢 7位         |                      |                     |                     |                   |
| 年     | 60kg以下級         | 66kg以下級         | 73kg以下級          | 90kg超級             |                      |                     |                     |                   |
| 2024年 | 山本風来 銀メダル  | 田中龍希 初戦敗退  | 横尾優空 初戦敗退   | 三木清夢 5位         |                      |                     |                     |                   |

（出典、JudoInside.com）

### 女子
| 年     | 40kg以下級          | 44kg以下級         | 48kg以下級         | 52kg以下級        | 57kg以下級          | 63kg以下級           | 70kg以下級        | 70kg超級            |
| ------ | ------------------- | ------------------ | ------------------ | ----------------- | ------------------- | -------------------- | ----------------- | ------------------- |
| 2009   | 安達沙緒里 銅メダル | 森下麻衣 金メダル  | 遠藤宏美 金メダル  | 宮川拓美 銅メダル | 岡本悠理 銀メダル   | 田代未来 金メダル    | 内尾友紀 5位      | 藤原恵美 銀メダル   |
| 2011   | 稲毛ゆか 2回戦敗退  | 松尾美沙 銀メダル  | 近藤亜美 金メダル  | 米澤夏帆 金メダル | 芳田司 銅メダル     | 池絵梨菜 金メダル    | 遠田真子 銀メダル | 朝比奈沙羅 金メダル |
| 2013   | 山内穂乃花 金メダル | 鈴木茉莉 金メダル  | 常見海琴 金メダル  | 前田千島 銅メダル | 村上栞菜 銀メダル   | 三浦裕香理 3回戦敗退 | 遠田真子 銀メダル | 粂田晴乃 2回戦敗退  |
| 2013   | 山内穂乃花 金メダル | 鈴木茉莉 金メダル  | 常見海琴 金メダル  | 前田千島 銅メダル | 立川莉奈 銅メダル   | 三浦裕香理 3回戦敗退 | 遠田真子 銀メダル | 粂田晴乃 2回戦敗退  |
| 年     | 44kg以下級          | 48kg以下級         | 52kg以下級         | 57kg以下級        | 63kg以下級          | 70kg以下級           | 70kg超級          |                     |
| 2015   | 五十嵐莉子 銅メダル | 梅北眞衣 1回戦敗退 | 富沢佳奈 金メダル  | 武田亮子 金メダル | 佐々木ちえ 銀メダル | 高久鈴花 5位         | 素根輝 金メダル   |                     |
| 2017   | 河端悠 金メダル     | 渡邉愛子 銅メダル  | 小林未奈 銅メダル  | 中矢遙香 銅メダル | 結城彩乃 金メダル   | 松本りづ 銅メダル    | 米川明穂 銅メダル |                     |
| 2019   | 宮城杏優菜 銅メダル | 吉岡光 金メダル    | 多田薫 2回戦敗退   | 江口凛 金メダル   | 矢澤愛理 銀メダル   | 桑形萌花 銀メダル    | 八巻衣音 銅メダル |                     |
| 年     | 48kg以下級          | 63kg以下級         | 70kg超級           |                   |                     |                      |                   |                     |
| 2022   | 宮木果乃 金メダル   | 山里椿華 不戦敗    | 中野弥花 銅メダル  |                   |                     |                      |                   |                     |
| 年     | 48kg以下級          | 57kg以下級         | 63kg以下級         | 70kg超級          |                     |                      |                   |                     |
| 2023   | 畑山凜 2回戦敗退    | 本田里來 金メダル  | 清水優陸 金メダル  | 井上朋香 銀メダル |                     |                      |                   |                     |
| 年     | 48kg以下級          | 52kg以下級         | 57kg以下級         | 63kg以下級        | 70kg以下級          | 70kg超級             |                   |                     |
| 2024年 | 井上愛翔 2回戦敗退  | 大井彩蓮 金メダル  | 鈴木ケイ 2回戦敗退 | 木村穂花 金メダル | 西野愛華 2回戦敗退  | 井上朋香 7位         |                   |                     |

（出典、JudoInside.com）

### 団体戦
| 年   | 男子                                                                                  | 女子                                                                                  |
| ---- | ------------------------------------------------------------------------------------- | ------------------------------------------------------------------------------------- |
| 2015 | 金メダル 古賀玄暉 石郷岡秀征 渡辺神威 笹谷健 岩城啓祐 東部直希                        | 金メダル 梅北眞衣 富沢佳奈 武田亮子 佐々木ちえ 高久鈴花                               |
| 年   | 男女混合                                                                              | 男女混合                                                                              |
| 2017 | 銅メダル 河端悠 鷲見仁義 渡邉愛子 桂嵐斗 小林未奈 中矢遥香 板東虎之輔 米川明穂 森健心 | 銅メダル 河端悠 鷲見仁義 渡邉愛子 桂嵐斗 小林未奈 中矢遥香 板東虎之輔 米川明穂 森健心 |
| 2019 | 金メダル 吉岡光 佐藤優磨 矢澤愛理 大竹龍之助 八巻衣音 菅原光輝                        | 金メダル 吉岡光 佐藤優磨 矢澤愛理 大竹龍之助 八巻衣音 菅原光輝                        |
| 2023 | 銅メダル 畑山凜 山本風来 清水優陸 中田涼太 井上朋香 三木望夢                          | 銅メダル 畑山凜 山本風来 清水優陸 中田涼太 井上朋香 三木望夢                          |
| 2024 | 金メダル 井上愛翔 山本風来 木村穂花 横尾優空 井上朋香 三木清夢                        | 金メダル 井上愛翔 山本風来 木村穂花 横尾優空 井上朋香 三木清夢                        |

（出典、JudoInside.com）

## 各年の派遣数
- 1974年の世界ジュニア63kg級と93kg級には選手を派遣しなかった[11]。
- 1982年に第3回の世界ジュニアが開催予定だったものの、諸般の事情により中止となった[12]。
- 2010年と2011年の世界ジュニアは各階級代表2名を選出できた[13]。
- にもかかわらず、2011年の世界ジュニアでは各階級1名のみしか派遣しなかった[14]。
- 2013年の世界ジュニアと世界カデからは8階級で計10名までに代表選手数が制限された[15]。
- 2019年の世界ジュニアからは男女の最軽量級である男子55kg級と女子44g級が廃止されたために、7階級で計9名までとなった[16]。
- 2015年より全日本カデでは最軽量級である男子50kg級と女子40g級が廃止されたため、世界カデにこの2階級を派遣しないことになった[17]。
- 2021年の世界ジュニアは新型コロナウイルスの影響で全日本ジュニアが延期されて代表選手選考もなされていないことから、派遣を中止することになった[18][19]。
- 2022年の世界カデには男女各3階級しか派遣しなかった（そのうち女子63㎏級は試合に出場しなかった）。そのため、団体戦のエントリーを取り止めた[20][21]。
- 2023年の世界カデには男女各4階級しか派遣しなかった[22]。
- 2024年の世界カデは男子が4階級、女子は5階級の派遣となった[23]。